# スタジアムヒーロー
『スタジアムヒーロー』（Stadium Hero）は、データイーストが1988年にリリースしたアーケード用野球ゲーム。1996年には続編『スタジアムヒーロー'96』もリリースされた。

## 概要
日本野球機構（NPB）加盟の12球団をモデルにした12チーム（選手名は変名）が使用可能。アーケード用の野球ゲームで多く採用されているイニング買取制（10点差コールドなどの場合を除き、試合の途中でコインを追加投入しなければ最後までプレイ出来ない）ではなく、ゲーム開始時に以下の2種類のモードを選択するのが特徴。
- ノーマルゲーム
  - ポイント制：画面左上にタイマーが表示される時間制限式。1点ごとに50秒プラス、1アウトごとに50秒マイナス。
  - 時間制：ポイント制とほぼ同じだが特点やアウトでの残り時間の増減は無い。

2P対戦でない場合は、1Pボタンか2Pボタンを押して上記のどちらかを選択する。
- ファイナルセットゲーム
  - ゲーム開始時に一定枚数（通常2枚）のコインを投入することで試合終了までプレイ可能。

選手の体型は全般にスリムだが、背の低い選手や肥満体の選手は体格が強調して描かれている。また、後述する特別選手が登場することもあり、人間離れした魔球を始めとする野球漫画ばりの超人プレイを本格的に導入した初めての野球ゲームとなっている。この他、特別選手ほど超人的な能力を持つ訳ではないが、各チームの代打枠にはモデルとなった球団のOBらしき選手が野手に2人、投手に1人それぞれ登録されている。

## 特別選手
ノーマルゲームでポイントが0になった場合、コインを追加投入してコンティニューを選ぶと「特別選手」を1人ベンチ入りさせることが出来る。ファイナルセットゲームの場合は事前に2人の特別選手を選択してメンバーに加える。打者はほとんどが打率4割・ホームラン60本台を記録する「当たればホームラン」の長打力を誇っているが、野球漫画のような秘打を駆使する選手は存在しない、これに対し、投手は下記のようにそれぞれ個性豊かな魔球を有しており、魔球を投げる際は背後に炎が燃え上がる演出が採られている。

## 球場
球場は、内外野とも天然芝の屋外球場「都会球場」か、人工芝の「ドーム球場」の2種類から選べる。

## 反響
データイーストのIPを管理するジー・モード(2025年時点)の松岡玄祐によると、本作の中古筐体が韓国に輸出された結果、同国の子どもたちの間で人気が出、韓国では誰もが知っている作品になったという。